# Bois de Siam
Fokienia hodginsii
Genre
Espèce
Statut de conservation UICN

 VU A2acd; B2ab(ii,iii,iv,v) : Vulnérable
Le bois de Siam (Fokienia hodginsii ou Chamaecyparis hodginsii), seul représentant du genre Fokienia quand celui-ci n'est pas considéré comme synonyme de Chamaecyparis, est une espèce de plantes de la famille des Cupressaceae.